# St. Katharina (Ennerich)

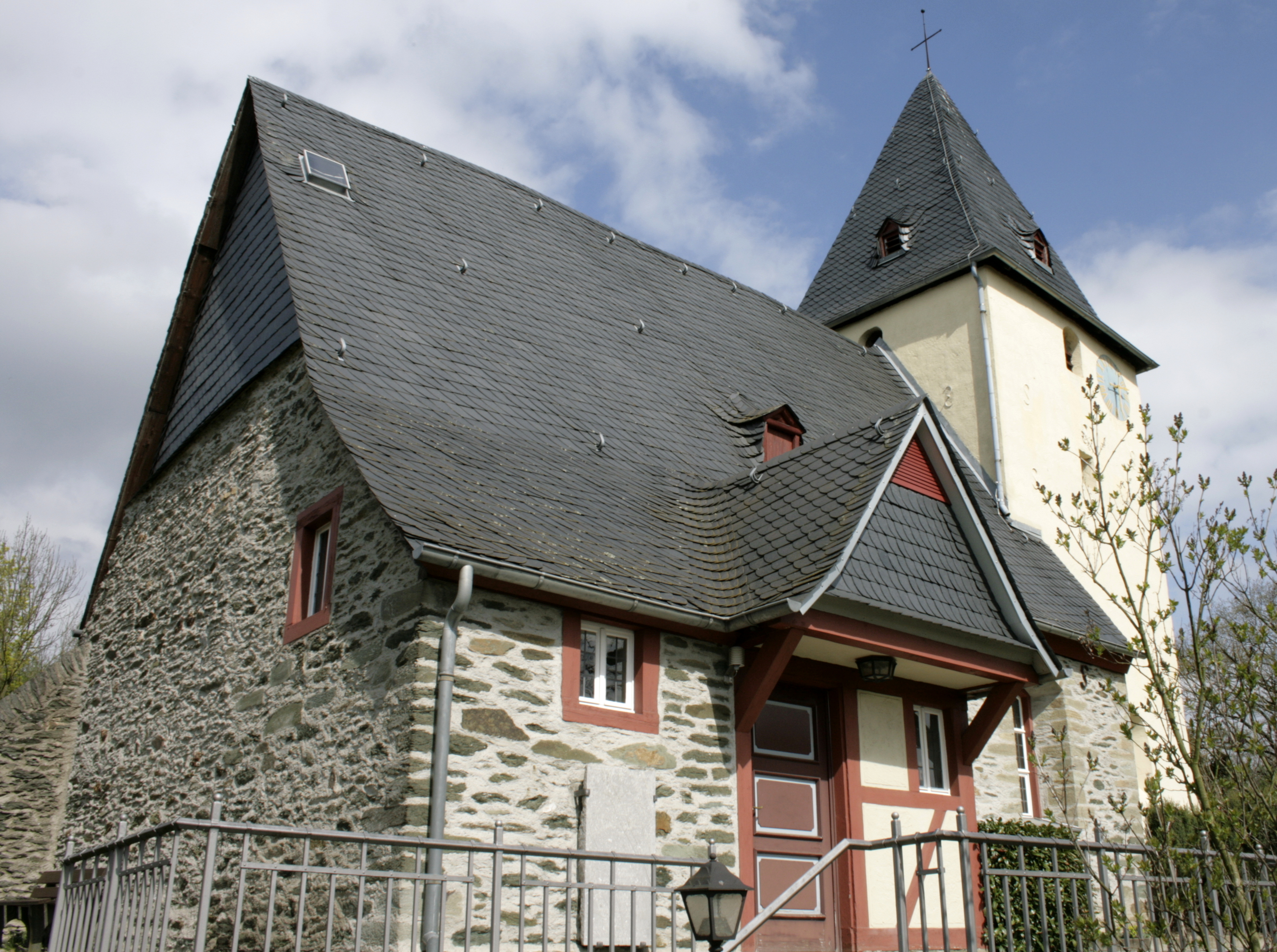
Kirche St. Katharina in Ennerich

Die Evangelische Kirche St. Katharina ist ein denkmalgeschütztes Kirchengebäude, das in Ennerich steht, einem Ortsteil der Gemeinde Runkel im Landkreis Limburg-Weilburg (Hessen). Die Kirche gehört zur Kirchengemeinde Runkel im Dekanat an der Lahn in der Propstei Nord-Nassau der Evangelischen Kirche in Hessen und Nassau.

## Beschreibung
Die kleine romanische Saalkirche wurde erstmals im Jahre 1292 urkundlich und 1365 amtlich erwähnt, jedoch wurde eine Errichtung um 1100 vermutet, siehe Dehio-Handbuch von 2009. Das Mauerwerk hat teilweise Fischgrätenverband, wie er im frühen Mittelalter aber auch noch im 13. Jahrhundert beliebt war. Schutzpatron war der Erzengel Michael. Bei einer Revision im Jahre 1906 hatte sich die Notwendigkeit einer teilweisen Erneuerung der baufällig gewordenen Kapelle herausgestellt. Im Sommer 1910 wurde deshalb die Südwand durch eine neue ersetzt. Dabei wurden die Tür verdacht und eine Sakristei angefügt.
1954 wurden Risse im Mauerwerk des Turms, der sich bereits zur Seite geneigt hatte, festgestellt. Sie wurden durch die ungünstigen Bodenverhältnisse verursacht. Da akute Einsturzgefahr bestand, wurden die Benutzung der Kirche zu Gottesdiensten und das Läuten der Kirchenglocken wegen der auftretenden Schwingungen verboten. Den Vorschlag, den alten Turm abzureißen und an derselben Stelle unter Verwendung der alten Steine wieder aufzubauen, hat die Denkmalschutzbehörde abgelehnt. Deshalb wurde 1958 der Turm zunächst mit einem Stützfundament gesichert. Im folgenden Jahr wurden in das Mauerwerk Träger eingefugt, der Turm neu verankert und das Fundament verstärkt. Der quadratische Chorturm ist mit einem Pyramidendach bedeckt. Nachweislich war im Jahre 1687 bereits eine Kirchenglocke vorhanden. Eine kleinere Glocke kam im Jahre 1743 hinzu. Im Ersten Weltkrieg musste die größere Glocke abgeliefert werden. 1926 wurden von der Glocken- und Kunstgießerei Rincker drei neue Glocken gegossen, von denen im Zweiten Weltkrieg die größte und die kleinste Glocke abgegeben werden mussten. Seit 1961 hängen im Turm wieder drei Glocken. Nach dem Dorf hin hat der Turm ein Zifferblatt der Turmuhr.
Im Chor hinter dem Altar befinden sich zwei von Heinz Hindorf gestaltete Bleiglasfenster, die das Geschehen am Karfreitag und Ostern zum Inhalt haben. Das mit einem Satteldach bedeckte Kirchenschiff hat an der Nord- und Westseite keine Fenster. Der Innenraum ist mit einer Flachdecke überspannt, die von einem Unterzug gestützt wird. Das 1925 angeschaffte Harmonium, gebaut von Theodor Mannborg, wurde 1970 durch eine elektronische Orgel ersetzt.